# American Animals
Pour plus de détails, voir Fiche technique et Distribution.
American Animals est un film policier américain écrit et réalisé par Bart Layton, sorti en 2018. Le film est présenté au festival du film de Sundance 2018.

## Synopsis
Pour Spencer et Warren, deux fils de bonne famille, leur avenir semble déjà être tracé. Ils finiront, comme la plupart des étudiants fortunés comme eux, à Lexington, au Kentucky. Pour tromper leur ennui existentiel et mettre du piment à leur vie ennuyeuse, ils décident d'organiser un cambriolage audacieux : celui de la bibliothèque de l’Université Transylvania où Spencer étudie. Ils désirent voler des livres rares dont la première édition de L'Origine des espèces de Charles Darwin et les trois gros volumes du classique de John James Audubon[réf. nécessaire], Birds of America qui vaut à lui seul près de 12 millions de dollars, pour ensuite les revendre sur le marché noir. Rejoints par le sportif Chas et le mathématicien Eric, la bande se demande si leur recherche de sensations fortes va vraiment donner un sens à leur existence. Lorsqu'ils ont enfin un semblant de réponse, le point de non-retour est franchi et ils ne peuvent plus faire marche arrière.

## Fiche technique
Sauf indication contraire, les informations mentionnées dans cette section peuvent être confirmées par la base de données cinématographiques IMDb,  présente dans la section « Liens externes ».
- Titre original et français : American Animals
- Réalisation et scénario : Bart Layton
- Photographie : Ole Bratt Birkeland
- Montage : Nick Fenton, Chris Gill et Julian Hart
- Décors : Scott Dougan
- Costumes : Jenny Eagan
- Musique : Anne Nikitin
- Production : Katherine Butler, Derrin Schlesinger, Dimitri Doganis et Mary Jane Skalski
- Sociétés de production : Film4, AI Film et RAW
- Sociétés de distribution : The Orchard (États-Unis), ACE Entertainment (France)
- Pays d'origine : États-Unis
- Langue originale : anglais
- Format : couleur
- Budget : 3 millions de dollars
- Genre : policier
- Durée : 116 minutes
- Dates de sortie :
  -  États-Unis :
    - 19 janvier 2018 (festival du film de Sundance 2018)
    - 1er juin 2018 (sortie nationale)

  -  France : 1er mai 2019 (sur Canal + Cinéma)

## Distribution
- Barry Keoghan (VF : Gabriel Bismuth-Bienaimé) : Spencer Reinhard
  - Spencer Reinhard (VF : Jean-Marco Montalto) : Le vrai Spencer Reinhard
- Evan Peters (VF : Hervé Grull) : Warren Lipka
  - Warren Lipka (VF : Jim Redler) : Le vrai Warren Lipka
- Blake Jenner (VF : François Santucci) : Chas Allen
  - Chas Allen (VF : Tony Marot) : Le vrai Chas Allen
- Jared Abrahamson (VF : Taric Mehani) : Eric Borsuk
  - Eric Borsuk (VF : Yann Pichon) : Le vrai Eric Borsuk
- Ann Dowd (VF : Anne Plumet) : Betty Jean Gooch
  - Betty Jean Gooch (VF : Anne Plumet) : La vraie Betty Jean Gooch
- Udo Kier (VF : Jean-Claude Montalban) : M. Van Der Hoek
- Gary Basaraba (VF : Yann Pichon) : M. Lipka
- Lara Grice (VF : Maïté Monceau) : Mme Lipka
- Robert Treveiler (VF : Jean-Claude Montalban) : M. Reinhard
- Jane McNeill (VF : Maïté Monceau) : Mme Reinhard
- Wayne Duvall (VF : Jean-Claude Montalban) : Bill Welton
- Eddie King (VF : Georges Caudron) : Professeur d'art
- Dorothy Reynolds (VF : Cindy Rodrigues) : Sœur de Spencer
- Miranda Combs (VF : Maïa Liaudois) : Elle-même
- Maggie Lacey (VF : Marie Bouvet) : Mme Halloran